# Кокжыра (Самарский район)
Кокжыра (каз. Көкжыра) — село в Самарском районе Восточно-Казахстанской области Казахстана. Входит в состав Казнаковского сельского округа. Находится примерно в 9,5 км к югу от районного центра, села Самарское. Код КАТО — 635037200.

## Население
В 1999 году население села составляло 1006 человек (503 мужчины и 503 женщины). По данным переписи 2009 года, в селе проживало 716 человек (351 мужчина и 365 женщин).